# Laciniodes conditaria
Laciniodes conditaria är en fjärilsart som beskrevs av John Henry Leech 1897. Laciniodes conditaria ingår i släktet Laciniodes och familjen mätare. Inga underarter finns listade i Catalogue of Life.